# Энч
Энч (венг. Encs) — город на северо-востоке Венгрии в медье Боршод-Абауй-Земплен. Расположен в тридцати километрах от столицы медье — города Мишкольца. Население — 7052 человека (2001).

## Население
| Год  | Численность | Численность |
| ---- | ----------- | ----------- |
| 2013 | 6500        | [ 2 ]       |
| 2014 | 6484        | [ 3 ]       |
| 2018 | 6254        | [ 4 ]       |
| 2022 | 6141        | [ 5 ]       |
| 2023 | 6165        | [ 6 ]       |
| 2024 | 6147        | [ 1 ]       |

## Города-побратимы
- Ghelința[вд], Румыния
- Бад-Дюрренберг, Германия
- Кемпно, Польша
- Молдава-над-Бодвоу, Словакия